# Aenigmatoceras
Aenigmatoceras – rodzaj głowonogów z wymarłej podgromady amonitów, z rzędu Goniatitida

## Okres występowania
Żył w okresie karbonu (baszkir).

## Podział systematyczny

### Etymologia
Aenigmatoceras: łac. aenigma, aenigmatis „tajemnica, zagadka”, od gr. αινιγμα ainigma, αινιγματος ainigmatos „zagadka”; κερας keras, κερατος keratos „róg”.

### Gatunki
Do rodzaju należały następujące gatunki:
- Aenigmatoceras kyzylkumense Ruzhentsev & Bogoslovskaia, 1978
- Aenigmatoceras rhipaeum Ruzhentsev & Bogoslovskaia, 1978